# برج نهر بيرل
برج نهر بيرل، (بالصينية: 珠江城大厦)، يتكون البرج من 71 طابقا، بارتفاع 309.7 متر ( 1,016 قدم)، وهو ناطحة سحاب للتكنولوجيا النظيفة عند تقاطع الطريق جينسو / نهر اللؤلؤ في شارع الغربي، حي تيانخه، قوانغتشو، الصين.
تم البدأ في إنشاء البرج في 8 سبتمبر 2006 واكتمل البناء في مارس 2011. الغرض منه هو الاستخدام المكتبي ويحتل جزئيا من قبل شركة التبغ الوطنية الصينية.

## الهندسة المعمارية والتصميم
يهدف تصميم برج نهر بيرل لتقليل الضرر على البيئة، ولإستخراج الطاقة من القوى الطبيعية والسلبية المحيطة بالمبنى. الإنجازات الرئيسية هي التكامل التكنولوجي من حيث الشكل والوظيفة في اتباع نهج شامل للهندسة والتصميم المعماري.

### الاستدامة
تم تصميم المبنى مع المحافظة على الطاقة في الاعتبار، بما في ذلك توربينات الرياح وتجميع الطاقة الشمسية والخلايا الضوئية، وأرضيات مرتفعة التهوية، والتدفئة المشعة وسقوف التبريد. ويتميز البرج بأنه واحد من أكثر المباني الصديقة للبيئة في العالم.
يعتبر برج نهر بيرل من الإنجازات التي ترتبط بالعديد من الميزات للتصميم المستدام بما في ذلك:
- أكبر مبنى للمكاتب المشعة للتبريد في العالم.
- كفاءة أكبر قدر من الطاقة في البناءات فائقة الطول في العالم.
- البرج هو هدف مثالي في الصين للحد من كثافة انبعاثات ثاني أكسيد الكربون لكل وحدة من الناتج المحلي الإجمالي في عام 2020 بنسبة 40 إلى 45 في المئة بالمقارنة مع مستوى عام 2005.

وفي تقرير قدم في عام 2008 لمجلس المباني الشاهقة والمساكن الحضرية أفيد أن ميزات التصميم المستدام للمبنى سيسمح بتخفيض نسبة 58٪ من استهلاك الطاقة بالمقارنة مع مواقف مماثلة للمباني وحدها. سيكون المبنى قادر على أن يكون خاليا من الكربون وبيعها فعلا للسلطة مرة أخرى إلى المنطقة المحيطة إذا كان قد تم تثبيت التوربينات الصغيرة في المبنى. ولكن شركة الكهرباء المحلية في قوانغتشو لا تسمح لمنتجي الطاقة المستقلين لبيع الكهرباء إلى الشبكة دون حافز مالي لإضافة المطورين للتوربينات الصغرى ويقوموا بإزالتها من التصميم.
بينما إذا كانت قد أضيفت لكانوا قد تم إنتاج فائض الطاقة من المبنى، على أقل تقدير، بعد ساعات العمل عندما تم تخفيض القوة التي يحتاجها المبنى نفسه.

### الجدول الزمني
- خريف 2005: مسابقة التصميم.
- 8 سبتمبر 2006: بداية أعمال الحفر.
- نوفمبر 2006: تمكين بدأ الأشغال.
- 18 يوليو 2007: المزايدة العامة للأشغال.
- يناير 2008: الحزمة الرئيسية لبدأ البناء - 26.2 م (-86 قدم).
- أغسطس 2008: تشييد المباني الأساسية لتصل إلى مستوى سطح الأرض 0 م (0 قدم).
- أبريل 2009: المرحلة الخامسة عشر 80.6 متر (264 قدم).
- نوفمبر 2009: بدأ تركيب الزجاج الستائري للجدار
- ديسمبر 2009: وصول البناء إلى مستوى توربينات الرياح العلوية.